# Варварские подражания

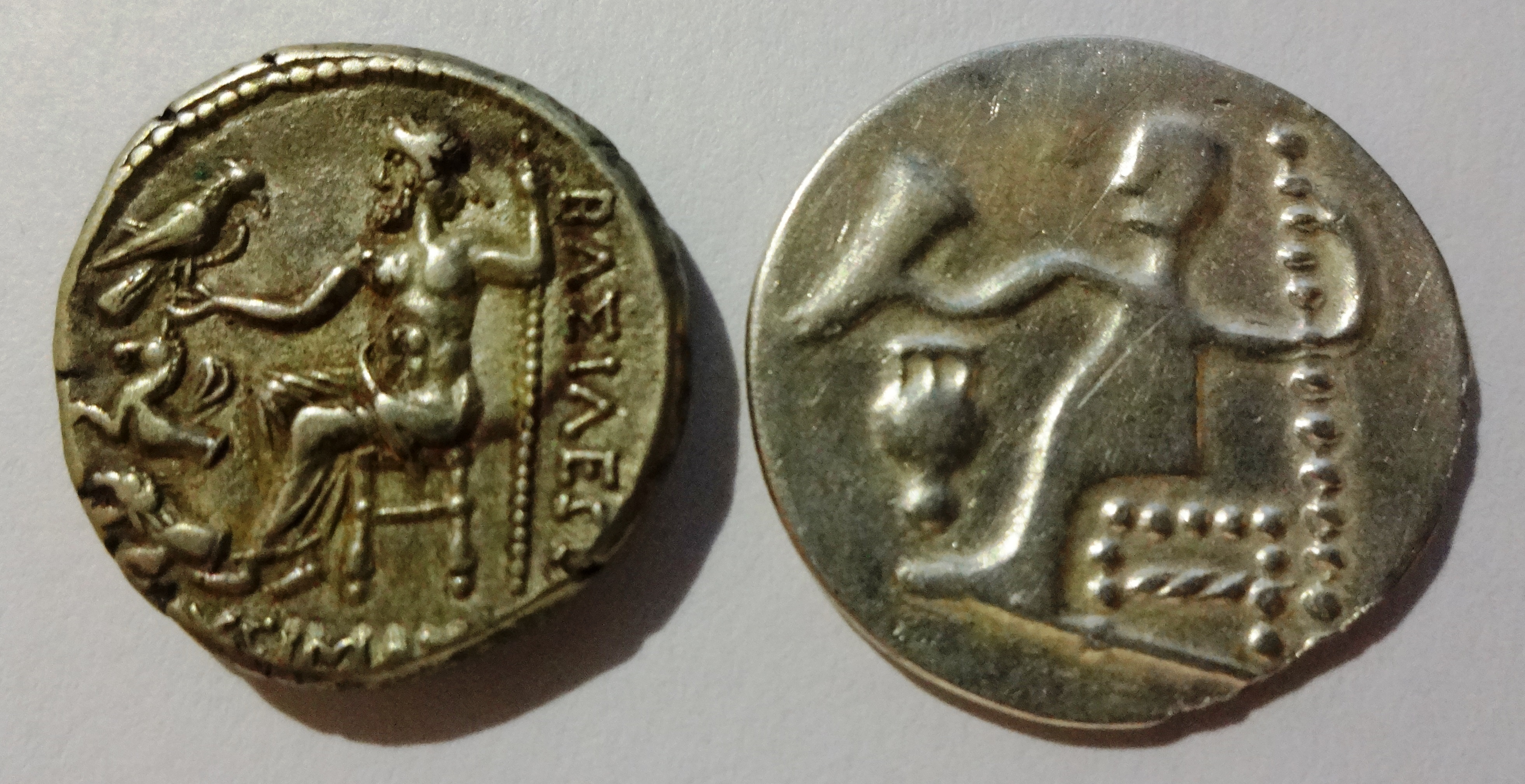
Греческая драхма (слева), кельтская имитация (справа)

Варварские подражания — принятое в нумизматической литературе название группы монет, которые чеканили варварские королевства и народы, не испытавшие непосредственного греческого или греко-римского культурного влияния, как подражания греческим, римским и византийским монетам.

## Описание монет
Варварские подражания — это, как правило, очень несовершенные по техническому исполнению копии античных монет. Ключевыми «варварскими» монетами были золотой шиллинг и серебряный денарий. Первый является германизированным названием римского и византийского солида, который и стал прообразом шиллинга. Прототип второго — серебряная силиква, чья стоимость выражалась в счётных денариях. «Варварские» силиквы начали чеканиться со времён Меровингов (481—751), давая им локальные названия: денье, данаро (денаро), динеро, динейро (диньейро), динар.
Александр Зограф высказал гитотезу, что варварские подражания возникли в результате тесных торговых контактов кочевых племён или народов, находящихся на более низкой ступени хозяйственного развития, с эллинистическими царствами или провинциями Римской империи. Они не имели собственных монет и активно использовали деньги соседей. Однако если их поступление по каким-то причинам прерывалось, то варварские народы начинали грубо, небрежно и кустарно изготавливать собственные монеты по тем образцам, которые уже утвердились в обращении. Часто это сопровождалось снижением содержания драгоценных металлов (за счёт падения общего веса и снижением пробы), что наводит на мысль о том, что это могла быть продукция фальшивомонетчиков. Но иногда на таких подражаниях встречаются имена реальных племенных вождей, что предполагает официальный, законный статус этих денежных знаков.

Естественно, уже в первых образцах таких подражаний обнаруживаются ошибки в надписях и неверная передача непонятых деталей изображения. В дальнейшем, благодаря последовательному копированию неумело исполненных изображений другими столь же неумелыми мастерами, типы монет извращаются до неузнаваемости. Нередки также случаи, когда различные детали изображения истолковываются по-новому: хвосты зверей становятся птичьими шеями с головами, локоны волос обращаются в зверей или птиц… кони получают крылья пли человеческие головы.— Зограф А.Н. Античные монеты. — С. 101

## Греческие типы

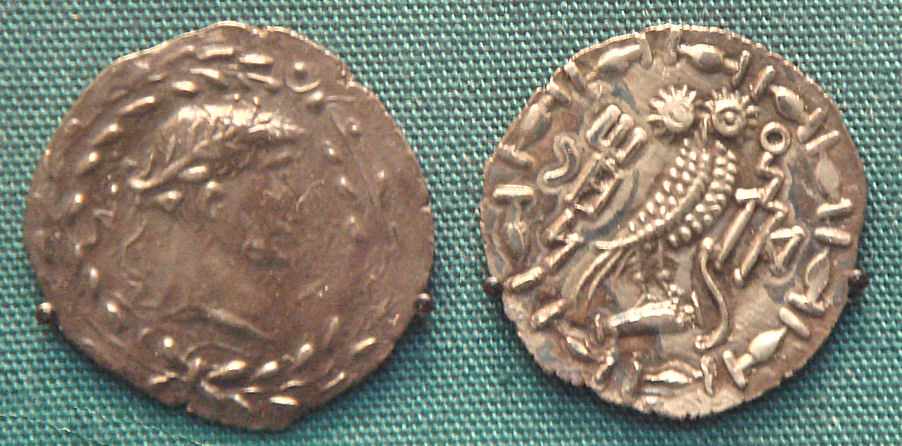
Монета Химьяритского царства, южного побережья Аравийского полуострова, в котором останавливались корабли, проходившие между Египтом и Индией. Это подражание монете Августа, I век.

### Хадрамаутские подражания
Первыми монетами, получившими с конца V века до н. э. хождение на территории древнего Йемена и, в том числе, Хадрамаутского царства, стали афинские тетрадрахмы так называемого «старого стиля» и подражания им, чеканившиеся в Малой Азии, Палестине и ахеменидском Египте. Эти монеты вскоре стали образцами для чеканки собственных монет-подражаний в древних государствах Южной Аравии (первым чеканку подражаний тетрадрахмам начал Катабан). Дискуссионным остаётся вопрос, когда и при каком правителе древний Хадрамаут начал чеканку собственных монет. Российский археолог А. В. Седов, подробно исследовавший историю монетной чеканки и денежного обращения Хадрамаута, высказал обоснованное мнение, что первые хадрамаутские монеты были выпущены во 2-й половине IV века до н. э. Согласно предположению С. А. Французова, монетная чеканка в Хадрамауте могла начаться при малике Илийафа Зубйане (IV—III вв. до н. э.), однако нынешнее состояние источников не позволяет дать однозначный ответ на данный вопрос.
Ранние хадрамаутские подражания афинским монетам чеканились в серебре и бронзе. Серебряные подражания не соответствовали по своему весу аттическому стандарту афинских монет — самая крупная из серебряных хадрамаутских монет-подражаний по весу (в среднем 5,0—5,2 грамм) соответствовала не тетрадрахме, а скорее древнегреческой драхме. Выявлено четыре номинала серебряных подражаний, причём средний вес каждого последующего номинала примерно вдвое отличался от предыдущего: 5,0—5,2 грамм / 2,3—2,5 грамм / 1,1—1,2 грамм / 0,5—0,6 грамм. На аверсе этих «драхм» изображалась повёрнутая вправо голова Афины в шлеме с оливковыми листьями и растительным завитком, а на щеке богини ставилась южноаравийская буква, указывавшие на номинал монеты. До настоящего времени достоверно не установлено, какие именно слова или числа символизировали эти буквы. На реверсе была изображена сидящая сова, фигура которой повёрнута вправо, а голова обращена анфас. Вверху слева от совы были оливковая ветвь и полумесяц, справа — греческая легенда АΘЕ.
Бронзовые подражания афинским тетрадрахмам «старого стиля», обнаруженные в разных частях Хадрамаута (наибольшее их число найдено в 1989 году в составе клада из Хурайхара (Хурейхара) в вади Дауан), в отличие от серебряных, не показывают строгого соотношения между весом и номиналом монет. А. В. Седовым выявлено три типа ранних бронзовых подражаний, судя по всему, относящихся к разным периодам чеканки. Если первый тип, вероятно, чеканился тем же штемпелем, что и серебряные подражания, то во втором, более позднем по времени типе, уже наблюдаются существенные отличия: на аверсе изображена голова, лишь отчасти напоминающая голову Афины, на реверсе же вместо слова АΘЕ помещено слово Шакир (S²qr) — название царского замка-дворца, вероятно, служившего монетным двором. Третий тип бронзовых подражаний, по мнению Седова, последний по времени чеканки тип с совой на реверсе, представлен тремя монетами из хурайхарского клада. На аверсе этих монет изображён профиль скорее мужской головы, чем головы Афины. Голова с крупными локонами повёрнута вправо, а три буквы на реверсе, составляющие слово Шакир, соединены в форме монограммы. Очевидно, при чеканке бронзовых монет их вес по отношению к номиналу не соблюдался из-за низкой стоимости бронзы в сравнении с серебром. Содержание хурайхарского клада говорит о том, что во 2-й половине I тысячелетия до н. э. в Хадрамаутском царстве одновременно обращались бронзовые монеты трёх разных выпусков, возможно, производившихся последовательно.

### B Галлии и Великобритании

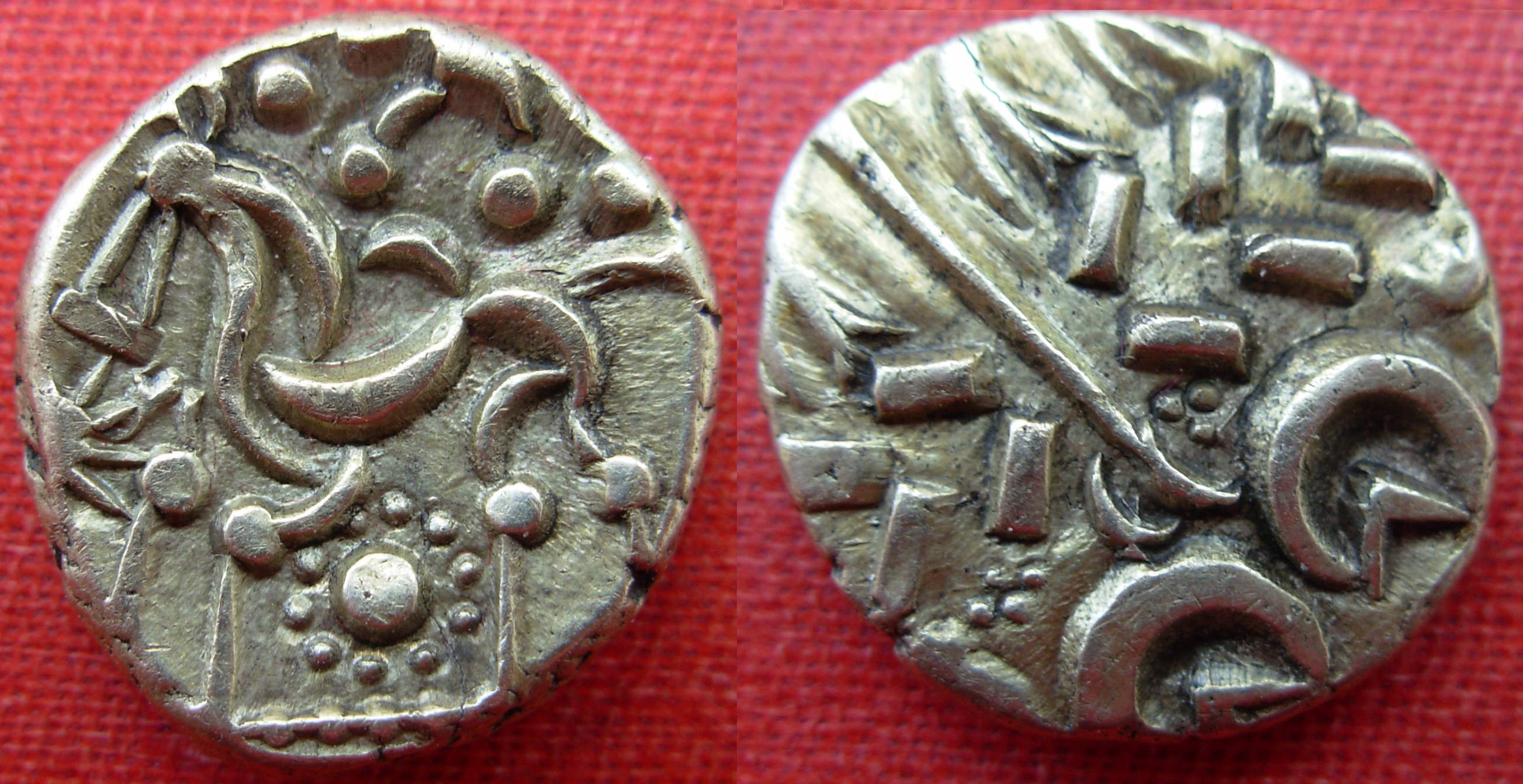
Британский статер (Электрум) из кориелтаувы (ca.50 до н.э.), найденный в современном Линкольншире, варварское подражание тетрадрахмы Филиппа II Македонии.

Первые «варварские подражания» были сделаны примерно во втором веке до нашей эры. когда племена в Галлии и Великобритания начали подражать широко распространённым эллинистическим торговым монетам, таким как тетрадрахмы и золотые статеры времен  Филиппа II Македонского. Изначально изображение этих монет было тесно связано с греческими образцами, но голова царя и лошадь на тетрадрахме постепенно становились всё труднее узнаваемыми и развивались в своём собственном стиле.

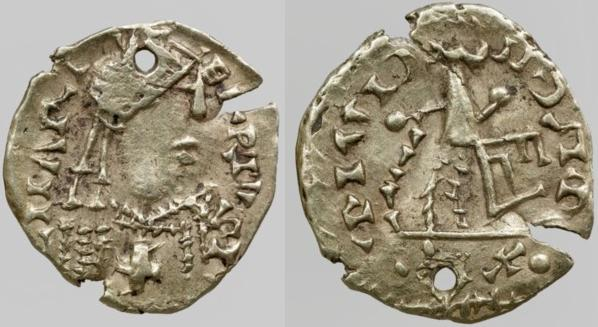
Монета франкского короля Хариберта I, чеканка 561-567 гг.

Чеканка в Англии и Франции после ухода римлян отходила всё дальше и дальше от римских образцов, но римский прообраз часто всё ещё можно узнать до раннего средневековья. Эти монеты также подпадают под понятие «варварское подражание».

## Варварские радиаты
После римского завоевания современной Северной Франции, Нидерландов и Англии римские монеты также были имитированы. Это проиcxодило особенно часто во время римского кризиса III века, примером подражания чаще всего служил Антониниан. Эта очень распространённая монета имела номинал два денария и была узнаваема по нимбу на голове изображенного императора. Этот тип «варварского подражания» часто называют английским термином «варварские радиаты».

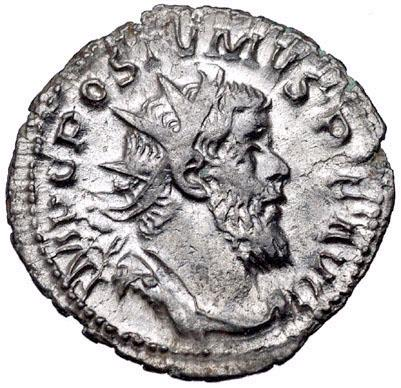
Оригинальный Антониниан императора батавского происхождения Постума

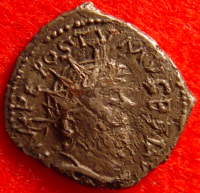
Варварское подражание монете Постума, (суберат)

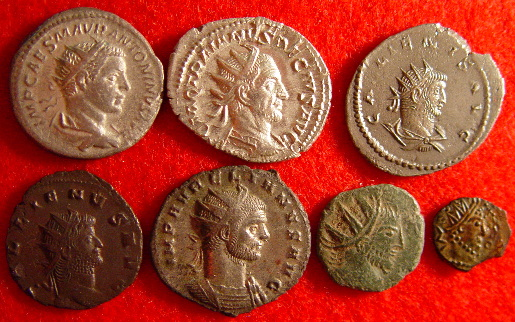
Антонинианы:
ряд 1: Элагабал (серебро, 218—222 гг.), Деций (серебро, 249—251 гг.), Галлиен (Биллон, 253—268 гг.).
Строка 2: Галлиен (медь, 253—268 гг. Н. Э.), Аврелиан (суберат, 270—275 гг. Н. Э.), Варварские радиаты (медь), Варварские радиаты (медь).

Эти монеты обычно не считаются подделками, потому что они были меньше стандартных монет и, вероятно, служили мелкой разменной монетой. Более старые теории, например, от английского нумизмата Филипа В. Хилла, предполагают, что эти монеты были произведены намного позже своего прототипа. Но более поздние исследования показывают, что они уже были произведены в то же время. Предполагается, что собственно «варварскими» монеты могли и не быть и они производились аналогично немецким нотгельдам в порядке частной инициативы предпринимателями или же фальшивомонетчиками.
Поскольку варварские радиаты не были официальными монетами, они не соответствовали строгим законам Римской империи. У божества или человека, которого можно узнать по атрибуту, например, у Спес (" Надежда "), может быть легенда, принадлежащая Пиетас (" Благочестие ").
Качество варварских радиатов могут варьироваться от правильных копий прототипа до ряда неразборчивых, бессмысленных букв и символов. На более мелких монетах, называемых «миним» (диаметром менее 10 мм), часто нет места для надписи. В сильно вырожденных варварских имитациях есть тенденция подчеркивать особенность прототипа, в данном случае сияющую корону.

## Средневековый денарий
Даже после распада Римской империи, денарий продолжали использовать. Арабы, завоевавшие значительную часть Римской империи, чеканили свой собственный золотой динар, от которого пошли названия многих современных арабских валют.
Денарий был успешно повторно введен в качестве основной монеты Каролингской империи через монетную реформу Карла Великого в 8 веке. B средние века денарий был синонимом пенни. Это также объясняет сокращение «d», которое использовалось в Великобритании для обозначения «старого» пенни до 1971 года. Символ «₰», используемый для пфеннига в немецкоязычной области, также является «d» в готическом курсивe. Названия французского денье, португальского диньейро и динара происходит от средневекового денария.

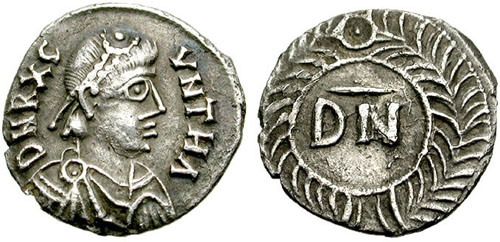
50 денариев Гунтамунда, короля вандалов (484—496)
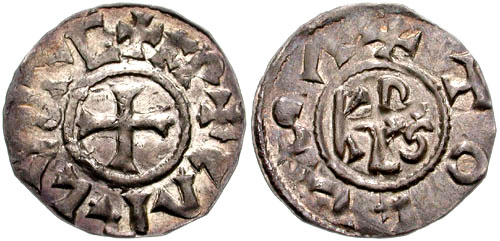
Денье Карла Великого (768—814)
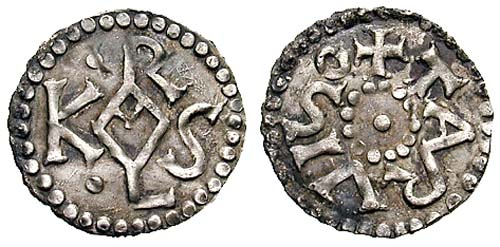
Денарий из Ломбардии (771—793/4)
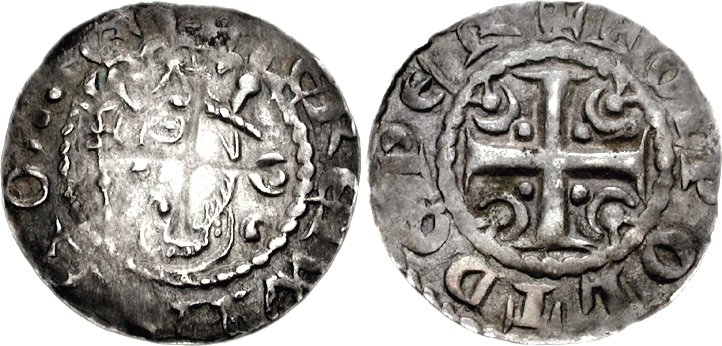
Пенни Уильяма I (1165—1214)

### Анэпиграфная монета
Анэпиграфная (немая) монета (от a, an — приставка, обозначает «не-» или «без-» и греческогого ἐπὶγράφὴ — «надпись») — монета, имеющая только изображение, без надписей.
К таким монетам относят также чеканившиеся в Средние века монеты с «псевдолегендами» — надписями, состоящими из букв и других знаков, не имеющих смысла. Подобные «легенды», например, встречаются на монетах, чеканившихся кельтами и германцами в подражание античным монетам.

## Подражания античным монетам в Киевской Руси
На территории Древнерусского государства известны многочисленные находки византийских солидов, которые в X—XI веках стали прообразом для чеканки первых русских монет — так называемых златников и сребреников. В подражание встречающемуся в кладах того времени милиарисию чеканились монеты в Тмутараканском княжестве.
Обычно обращает на себя внимание качество исполнения одного из сребреников Ярослава Мудрого, отчеканенного в начале XI века в Новгороде. Мастерство исполнения штемпеля монеты и её последующей чеканки иногда вызывают даже подозрения в том, что это более поздняя подделка. Однако доказано, что это монета именно новгородской чеканки.

## См. также

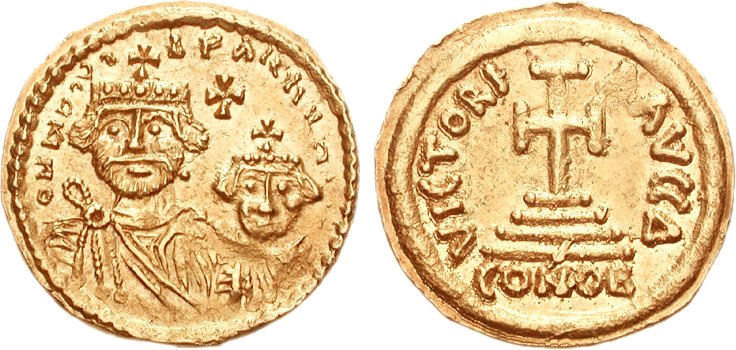
Монеты аваров VI-VII вв. н.э., имитирующие монеты Ираклия монетного двора Равенны.